# غراهام دان
غراهام دان (بالإنجليزية: Graham Dunn) هو سباح أسترالي، ولد في 11 مارس 1950 في سيدني في أستراليا.

## روابط خارجية
- غراهام دان على موقع الاتحاد الدولي للسباحة (الإنجليزية)
- غراهام دان على موقع SwimRankings.net (الإنجليزية)
- غراهام دان على موقع اللجنة الأولمبية الدولية (الإنجليزية)
- غراهام دان على موقع أوليمبيديا (الإنجليزية)
- غراهام دان على موقع اللجنة الأولمبية الأسترالية (الإنجليزية)
- غراهام دان على موقع اتحاد ألعاب الكومنولث (مؤرشف) (الإنجليزية)